# Nermin Haskić
Nermin Haskić, né le 27 juin 1989, est un footballeur international bosnien.

## Biographie
Il termine meilleur buteur du championnat de Serbie lors de la saison 2018/19 avec 24 buts.
Le 16 décembre 2011, il fait ses débuts avec l'équipe de Bosnie-Herzégovine contre l'équipe de Pologne.